# Imma transjecta
Imma transjecta är en fjärilsart som beskrevs av Edward Meyrick 1936. Imma transjecta ingår i släktet Imma och familjen Immidae. Inga underarter finns listade i Catalogue of Life.